# Sistema de numeração vigesimal
O sistema vigesimal é o sistema de numeração que tem a base no número vinte.
A base vinte provavelmente tem a mesma origem que a base dez, que se relaciona às contagens primitivas feitas com os dedos - no caso da base vinte, somados os dedos das mãos aos dos pés.
A base vinte é usada para a contagem e nomeação dos numerais na Língua francesa na qual, por exemplo, o número 80 é designado por quatre-vingts ou seja, literalmente, quatro-vintes 80. Há também a forma huitante usada em Suíça.
O número vinte (tyve ) também é usado como um número básico na Língua dinamarquesa na qual Tres (abreviado de tresindstyve ) significa 3 vezes 20 ou seja 60; firs (abreviado de firsindstyve ) significa 4 vezes 20 isto é 80.
Também na Língua galesa o vocábulo ugain (vinte) é usado como um número básico embora no final do século XX o sistema decimal tenha obtido preferência. Aí, Deugain significa 2 vezes 20 ou seja 40 , trigain significa 3 vezes 20 ou seja 60. Antes da adoção do sistema decimal de moeda em 1971, chwigain de papur (6 vezes 20 (=120) de papéis) era o apelido da nota de 10 xelim (=120 pence).
Na Língua georgiana o vocábulo otsi (vinte) é usado como um número básico também. Por exemplo o número 31 (otsdatertmet'i ) ou seja, literalmente, vinte-e-onze. O número 67 (samotsdashvidi ) significa "três-vinte-e-sete".

Numerais maias.

Na civilização maia e asteca toda a matemática e sistema de calendários utilizava a base vigesimal, o que lhes valeu a possibilidade de calcular cifras altíssimas e assim conseguir precisão superior à da matemática em uso na Europa da época dos descobrimentos.
No antigo Reino Unido no sistema de moeda corrente, havia vinte xelims em um pound.
De acordo com o linguista alemão Theo Vennemann, o sistema vigesimal na Europa teve origem na Língua basca antiga e dela foi cooptada pelas outras línguas europeias, notadamente idiomas com origem céltica como o francês e o dinamarquês.
Porém de acordo com Menninger o sistema de numeração vigesimal se originou na linguagem dos Normandos.

## Símbolos
São 20 símbolos e são assim 0, 1, 2, 3, 4, 5, 6, 7, 8, 9, A, B, C, D, E, F, G, H, I, J.

## Posições
Em um sistema de posicional vigesimal, vinte algarismos individuais (ou símbolos de dígitos) são usados, dez a mais do que no sistema decimal. Um método moderno de encontrar os símbolos extras necessários é escrever dez como a letra A, ou A 20, onde o 20 significa base 20, para escrever dezenove como J 20, e os números entre com as letras correspondentes do alfabeto. Isso é semelhante à prática comum da ciência da computação de escrever numerais hexadecimais acima de 9 com as letras "A-F". Outro método menos comum pula a letra "I", a fim de evitar confusão entre I 20 como dezoito e um, de modo que o número dezoito é escrito como J 20, e dezenove é escrito como K20. O número vinte está escrito como 1020.
| 1  | 2  | 3  | 4  | 5  | 6  | 7  | 8  | 9  | A  | B  | C  | D  | E  | F  | G  | H  | I  | J  | 10  |
| -- | -- | -- | -- | -- | -- | -- | -- | -- | -- | -- | -- | -- | -- | -- | -- | -- | -- | -- | --- |
| 2  | 4  | 6  | 8  | A  | C  | E  | G  | I  | 10 | 12 | 14 | 16 | 18 | 1A | 1C | 1E | 1G | 1I | 20  |
| 3  | 6  | 9  | C  | F  | I  | 11 | 14 | 17 | 1A | 1D | 1G | 1J | 22 | 25 | 28 | 2B | 2E | 2H | 30  |
| 4  | 8  | C  | G  | 10 | 14 | 18 | 1C | 1G | 20 | 24 | 28 | 2C | 2G | 30 | 34 | 38 | 3C | 3G | 40  |
| 5  | A  | F  | 10 | 15 | 1A | 1F | 20 | 25 | 2A | 2F | 30 | 35 | 3A | 3F | 40 | 45 | 4A | 4F | 50  |
| 6  | C  | I  | 14 | 1A | 1G | 22 | 28 | 2E | 30 | 36 | 3C | 3I | 44 | 4A | 4G | 52 | 58 | 5E | 60  |
| 7  | E  | 11 | 18 | 1F | 22 | 29 | 2G | 33 | 3A | 3H | 44 | 4B | 4I | 55 | 5C | 5J | 66 | 6D | 70  |
| 8  | G  | 14 | 1C | 20 | 28 | 2G | 34 | 3C | 40 | 48 | 4G | 54 | 5C | 60 | 68 | 6G | 74 | 7C | 80  |
| 9  | I  | 17 | 1G | 25 | 2E | 33 | 3C | 41 | 4A | 4J | 58 | 5H | 66 | 6F | 74 | 7D | 82 | 8B | 90  |
| A  | 10 | 1A | 20 | 2A | 30 | 3A | 40 | 4A | 50 | 5A | 60 | 6A | 70 | 7A | 80 | 8A | 90 | 9A | A0  |
| B  | 12 | 1D | 24 | 2F | 36 | 3H | 48 | 4J | 5A | 61 | 6C | 73 | 7E | 85 | 8G | 97 | 9I | A9 | B0  |
| C  | 14 | 1G | 28 | 30 | 3C | 44 | 4G | 58 | 60 | 6C | 74 | 7G | 88 | 90 | 9C | A4 | AG | B8 | C0  |
| D  | 16 | 1J | 2C | 35 | 3I | 4B | 54 | 5H | 6A | 73 | 7G | 89 | 92 | 9F | A8 | B1 | BE | C7 | D0  |
| E  | 18 | 22 | 2G | 3A | 44 | 4I | 5C | 66 | 70 | 7E | 88 | 92 | 9G | AA | B4 | BI | CC | D6 | E0  |
| F  | 1A | 25 | 30 | 3F | 4A | 55 | 60 | 6F | 7A | 85 | 90 | 9F | AA | B5 | C0 | CF | DA | E5 | F0  |
| G  | 1C | 28 | 34 | 40 | 4G | 5C | 68 | 74 | 80 | 8G | 9C | A8 | B4 | C0 | CG | DC | E8 | F4 | G0  |
| H  | 1E | 2B | 38 | 45 | 52 | 5J | 6G | 7D | 8A | 97 | A4 | B1 | BI | CF | DC | E9 | F6 | G3 | H0  |
| I  | 1G | 2E | 3C | 4A | 58 | 66 | 74 | 82 | 90 | 9I | AG | BE | CC | DA | E8 | F6 | G4 | H2 | I0  |
| J  | 1I | 2H | 3G | 4F | 5E | 6D | 7C | 8B | 9A | A9 | B8 | C7 | D6 | E5 | F4 | G3 | H2 | I1 | J0  |
| 10 | 20 | 30 | 40 | 50 | 60 | 70 | 80 | 90 | A0 | B0 | C0 | D0 | E0 | F0 | G0 | H0 | I0 | J0 | 100 |

| Decimal | Vigesimal | Vigesimal |
| ------- | --------- | --------- |
| 0       | 0         | 0         |
| 1       | 1         | 1         |
| 2       | 2         | 2         |
| 3       | 3         | 3         |
| 4       | 4         | 4         |
| 5       | 5         | 5         |
| 6       | 6         | 6         |
| 7       | 7         | 7         |
| 8       | 8         | 8         |
| 9       | 9         | 9         |
| 10      | A         | A         |
| 11      | B         | B         |
| 12      | C         | C         |
| 13      | D         | D         |
| 14      | E         | E         |
| 15      | F         | F         |
| 16      | G         | G         |
| 17      | H         | H         |
| 18      | I         | J         |
| 19      | J         | K         |

De acordo com essa notação:
2020 equivale a quarenta em decimal = (2 × 20 1) + (0 × 200)
D020 equivale a duzentos e sessenta em decimal = (13 × 20 1) + (0 × 200)
10020 equivale a quatrocentos em decimal = (1 × 20 2) + (0 × 20 1) + (0 × 200).
No restante deste artigo abaixo, os números são expressos em notação decimal, a menos que especificado de outra forma. Por exemplo, 10 significa dez, 20 significa vinte. Os números na notação vigesimal usam a convenção de que I significa dezoito e J significa dezenove.

## Números cíclicos
A fatoração primária de vinte é 22 × 5, por isso não é um poder perfeito. No entanto, sua parte livre de quadrados, 5, é congruente com 1 (mod 4). Assim, de acordo com a conjectura de Artin sobre raízes primitivas, o vigesimal tem infinitos primos cíclicos, mas a fração de primos que são cíclicos não é necessariamente ~37,395%. Um programa UnrealScript que calcula os comprimentos de períodos recorrentes de várias frações em um dado conjunto de bases descobriu que, dos primeiros 15 456 primos, ~39,344% são cíclicos em vigesimal.

## Números reais
| Número irracional algébrico                              | Em decimal               | Em vigesimal        |
| -------------------------------------------------------- | ------------------------ | ------------------- |
| √2 (o comprimento da diagonal de um quadrado unitário)   | 1,41421356237309...      | 1,85DE37JGF09H6...  |
| √3 (o comprimento da diagonal de um cubo unitário)       | 1,73205080756887...      | 1,ECG82BDDF5617...  |
| √5 (o comprimento da diagonal de um retângulo de 1 × 2)  | 2,2360679774997...       | 2,4E8AHAB3JHGIB...  |
| φ (phi, a proporção áurea = 1+√5/2)                      | 1,6180339887498...       | 1,C7458F5BJII95...  |
| Número irracional transcendental                         | Em decimal               | Em vigesimal        |
| π (pi, a razão entre circunferência e diâmetro)          | 3,14159265358979...      | 3,2GCEG9GBHJ9D2...  |
| e (a base do logaritmo natural)                          | 2,7182818284590452...    | 2,E7651H08B0C95...  |
| γ (o pi entre a série harmônica e o logaritmo natural 2) | 0,5772156649015328606... | 0,BAHEA2B19BDIBI... |